# Love Story (пісня Тейлор Свіфт)
«Love Story» (укр. Любовна історія) — перший сингл другого студійного альбому американської кантрі-поп-співачки Тейлор Свіфт — «Fearless». В США сингл вийшов 12 вересня 2008 року. Пісня написана Тейлор Свіфт; спродюсована Нейтаном Чапманом та Тейлор. Музичне відео зрежисоване Треєм Фанджоєм; відеокліп вийшов 12 вересня 2008 року.

## Створення пісні
Над піснею під час створення альбому Fearless почали працювати дещо пізно. Свіфт написала пісню під впливом її стосунків із хлопцем, який не був її офіційним бойфрендом. Свіфт прокоментувала, що «його ситуація була складною, але мені було все одно». Вона також наголосила, що тоді вперше змогла зрозуміти сюжет п'єси Шекспіра «Ромео і Джульєтта». Коли Свіфт представила трек своїй сім'ї та друзям, вони не були від нього в захваті.

## Музичне відео
Музичне відео було зрежисоване Треєм Фанджоєм, який неодноразово працював зі Свіфт над її попередніми відеокліпами. Сюжет відеокліпу запозичений із п'єси Шекспіра «Ромео і Джульєтта». Чоловічу роль у музичному відео грає актор Джастін Гастон. Прем'єра музичного відео відбулась 12 вересня 2009 року на каналі CMT.
Станом на березень 2024 року музичне відео мало 727 мільйонів переглядів на відеохостингу YouTube.

## Список пісень
- Промо-CD-сингл / Цифрове завантаження[5]

1. «Love Story» — 3:57

- Цифрове завантаження поп-міксу[6]

1. «Love Story» (поп-мікс) — 3:53

- CD-сингл для США[5]

1. «Love Story» (поп-мікс для США) — 3:53
2. «Love Story»  – 3:57

- CD-сингл для Австралії / ЄС[5]

1. «Love Story»  – 3:57
2. «Love Story» (радіо-мікс Digital Dog) — 3:11

- CD-сингл для Британії[7]

1. «Love Story»  – 3:57
2. «Beautiful Eyes» — 2:56
3. «Love Story» (радіо-мікс Digital Dog) — 3:11

- Цифрове завантаження реміксу для Британії[8]

1. «Love Story» (ремікс Digital Dog) — 5:58
2. «Love Story» (клубний мікс J Stax) — 5:28

- Сингл виконання Stripped для Британії[9]

1. «Love Story» (версія Stripped) — 3:42

- CD-сингл для Німеччини[10]

1. «Love Story»  – 3:57
2. «Beautiful Eyes» — 2:56
3. «Love Story» (радіо-мікс Digital Dog) — 3:11
4. «Love Story» (музичне відео) — 3:54

- Максі-CD-сингл реміксів[5]

1. «Love Story» (ремікс Digital Dog) — 5:59
2. «Love Story» (радіо-мікс Digital Dog) — 3:11
3. «Love Story» (даб Digital Dog) — 5:38
4. «Love Story» (клубний мікс J Stax) — 5:29
5. «Love Story» (радіо-мікс J Stax) — 3:42
6. «Love Story» (альбомна версія) — 3:57

## Чарти
Тижневі чарти
| Чарт (2008-09)                            | Місце |
| ----------------------------------------- | ----- |
| Australian Singles Chart                  | 1     |
| Austrian Singles Chart                    | 30    |
| Belgium (Ultratop 50 Flanders) (Фландрія) | 4     |
| Belgium (Ultratop 50 Wallonia) (Валлонія) | 39    |
| Canada (Canadian Hot 100)                 | 4     |
| Canada AC (Billboard)                     | 1     |
| Canada CHR/Top 40 (Billboard)             | 4     |
| Canada Country (Billboard)                | 1     |
| Canada Hot AC (Billboard)                 | 3     |
| Czech Republic (Rádio Top 100 Oficiální)  | 4     |
| Danish Singles Chart                      | 16    |
| Europe (Eurochart Hot 100 Singles)        | 10    |
| Finland Latauslista                       | 17    |
| France French Singles Chart               | 14    |
| Germany German Singles Chart              | 22    |
| Hungary (Rádiós Top 40)                   | 6     |
| Japan Japanese Singles Chart              | 3     |
| Irish Singles Chart                       | 3     |
| Netherlands Single Top 100                | 13    |
| New Zealand Recorded Music NZ             | 3     |
| Norway VG-lista                           | 7     |
| Slovakia (Singles Digitál Top 100)        | 13    |
| Spanish Singles Chart                     | 47    |
| Swedish Singles Chart                     | 10    |
| Swiss Singles Chart                       | 50    |
| UK Singles (Official Charts Company)      | 2     |
| US Billboard Hot 100                      | 4     |
| US Adult Contemporary (Billboard)         | 1     |
| US Adult Top 40 (Billboard)               | 3     |
| US Hot Country Songs (Billboard)          | 1     |
| US Latin Pop Songs (Billboard)            | 35    |
| US Mainstream Top 40 (Billboard)          | 1     |

Річні чарти
| Чарт (2008)                          | Місце |
| ------------------------------------ | ----- |
| US Billboard Hot 100                 | 81    |
| US Hot Country Songs (Billboard)     | 55    |
| Чарт (2009)                          | Місце |
| Australian Singles Chart             | 3     |
| Canada (Canadian Hot 100)            | 8     |
| Japan Japanese Singles Chart         | 54    |
| New Zealand Recorded Music NZ        | 13    |
| UK Singles (Official Charts Company) | 29    |
| US Billboard Hot 100                 | 5     |
| US Adult Contemporary (Billboard)    | 2     |
| US Adult Pop Songs (Billboard)       | 11    |
| US Pop Songs (Billboard)             | 8     |
| US Radio Songs (Billboard)           | 1     |

Чарти закінчення десятиріччя
| Чарт закінчення десятиріччя (2000-не) | Місце |
| ------------------------------------- | ----- |
| Australian Singles Chart              | 10    |
| US Billboard Hot 100                  | 73    |

## Продажі
| Країна               | Сертифікація (таблиця продажів та сертифікатів) | Продажі    |
| -------------------- | ----------------------------------------------- | ---------- |
| Австралія (ARIA)     | 7× Платина                                      | +490,000   |
| Канада (CRIA)        | 2× Платина                                      | +160,000   |
| Данія (IFPI Denmark) | Золото                                          | +7,500     |
| Нова Зеландія (RMNZ) | Платина                                         | +15,000    |
| Британія (BPI)       | Платина                                         | +648,370   |
| США (RIAA)           | 8× Платина                                      | +6,000,000 |